# Willy Croezen
Willy Croezen (Doetinchem, 28 augustus 1969) is een Nederlandse illustrator, striptekenaar en cartoonist.

## Biografie
Croezen groeide op in Doetinchem, in de Achterhoek, waar hij ook zijn toekomstige vrouw leerde kennen. In 2005 verhuisde hij naar Dinxperlo. Croezen studeerde aanvankelijk elektronica aan de HTS in Arnhem maar besloot in 1991, halverwege deze opleiding, aan de PABO in Doetinchem te gaan studeren. In 1993 stopte Croezen met de opleiding en besloot met de tekstschrijver Jan Duyndam het illustratiebureau "an Art Of Penguin" te beginnen dat begin 1994 opende.
Uit de samenwerking met Duyndam kwamen strips voort als Archetypisch, Het Witte Doek en Antarctica - on the rocks!, alle geschreven door Duyndam. Het duo kwam in de publiciteit toen eind 1994  de gelegenheidsstrip De Groentjes de tweede prijs won voor jong talent, uitgeschreven door het Vlaams Stripcentrum, de Belgische tegenhanger van Het Stripschap, waarna het tweetal werd gevraagd de omslag van het Achterhoek Magazine te ontwerpen. In die periode tekende Croezen ook wenskaarten voor verschillende uitgevers.
In 2000 verliet Duyndam an Art Of Penguin en ging Croezen verder als zzp'er (zelfstandige zonder personeel). Hij assisteerde in een fotozaak en leerde daar de kneepjes van het digitale beeldbewerken. 
In 2001 trad Croezen in dienst bij de Doetinchemse producent van computerspelen Engine-Software voor wie hij al eerder freelance werkte. Na een jaar besloot hij met een partner een BV te starten en geschenkartikelen voor de drankensector te gaan maken maar bleef als freelancer ook werken aan computerspelen voor zijn oude werkgever.
Als artdirector bij an Art Of Penguin BV ontwikkelde Croezen samen met zijn nieuwe zakenpartner een aantal geschenkproducten voor bier die waardering vonden, zoals: Het Kadoosje, De Biermeter en Letterbier. Toen het tweede bedrijf van zijn zakenpartner eind 2005 failliet ging, verloor an Art Of Penguin de productietak voor de geschenkproducten en zette Croezen zijn werkzaamheden voort als zelfstandige, in het begin onder de naam "an Art Of Pengwyn". Vanwege de naamsverwarring werd deze naam later veranderd in 'AOP-Creatives'. Vanaf dat moment herinneren alleen de letters "AOP" nog aan zijn eerste bedrijf.
Sindsdien werkte Croezen als freelance Illustrator vanuit AOP-Creatives en runt zijn bedrijf samen met zijn echtgenote, de kinderboekenschrijfster/inkleurdster Mariska Croezen-de Wilde.
In de zomer van 2012 werd AOP-Creatives ingeschreven als uitgeverij van e-books en e-comics en in september van dat jaar werd het eerste kinderboek Darma, het konijntje dat kon vliegen uitgegeven in het Nederlands en later dat jaar ook in een Duitse vertaling.

## Inspiratie
De belangrijkste inspiratiebronnen voor Croezen zijn de tekenaars van de strips uit zijn jeugd. Met name Albert Uderzo (Asterix, Hoempa Pa), Greg (Olivier Blunder) en Dupa (Dommel). Vooral de strip Archetypisch heeft veel weg van de stijl van Uderzo en is volgens Croezen een ode aan zijn grote voorbeeld.

## Strips
Periodieke- en gelegenheidsstrips
- Antarctica, on the rocks - tekst: Jan Duyndam
- Archetypisch - tekst:  Jan Duyndam
- De Groentjes - tekst: Jan Duyndam
- Het Witte Doek - tekst: Jan Duyndam

## Uitgaven
Computerspellen op cd-rom, gebaseerd op de boeken van Carry Slee, uitgever: Company of Kids
- 2005 We zijn er bijna
- 2005 Feestkriebels
- 2005 Een kringetje van tralala
- 2006 Rekenen in het oerwoud

E-boeken:
Uitgever: AOP-Creatives
- Darma
  - 2012 Darma, het konijntje dat kon vliegen - Met Mariska Croezen-de Wilde (auteur)
  - 2012 Darma, Das Kaninchen das fliegen konnte - Met Mariska Croezen-de Wilde (auteur)

## Prijzen
- 2006 - Pro Carton/ECMA Eurpean award for most Innovative or new use of card board[3]